# Tetraglenes setosa
Tetraglenes setosa är en skalbaggsart som beskrevs av Stefan von Breuning 1942. Tetraglenes setosa ingår i släktet Tetraglenes och familjen långhorningar.
Artens utbredningsområde är Kenya. Inga underarter finns listade i Catalogue of Life.